# Trissolcus semistriatus

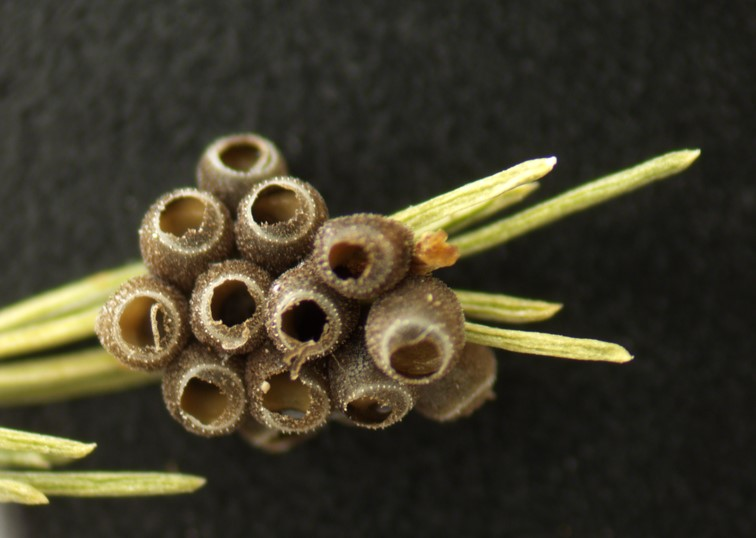
Parasitierte Wanzeneier nach dem Verlassen der Hautflügler

Trissolcus semistriatus ist ein Hautflügler aus der Familie Scelionidae. Die Erstbeschreibung der Art im Jahr 1834 als Teleas semistriatus geht auf Nees von Esenbeck zurück. Das lateinische Art-Epitheton setzt sich aus den Wortteilen semi für „halb“ und striatus für „gefurcht“ zusammen.

## Taxonomie
Folgende weitere Synonyme findet man in der Literatur:
- Asolcus nigripedius Nakagawa, 1900
- Microphanurus alexeevi Meier, 1949
- Microphanurus schtepetelnikovae Meier, 1949
- Microphanurus semistriatus (Nees von Esenbeck, 1834)
- Telenomus semistriatus (Nees von Esenbeck, 1834)
- Trissolcus nigripedius (Nakagawa, 1900)

## Merkmale
Die Weibchen sind 0,99–1,33 mm lang, die Männchen 0,94–1,20 mm. Die Weibchen besitzen am Hinterleibsende einen kurzen Ovipositor (Legebohrer). Kopf, Mesosoma und Metasoma sind schwarz. Die Beine besitzen folgende Färbung: Die Coxae sind braun bis schwarz gefärbt. Die Femora und Tibien sind dunkelbraun mit gelben apikalen Enden. Die Trochanteren und Tarsen sind gelb bis blass braun gefärbt. Der anteroventrale Bereich der hinteren Femora ist mit Borsten (Setae) besetzt. Weitere morphologische Eigenschaften wie die Körperproportionen und die Oberflächenbeschaffenheit werden zur Abgrenzung von den sehr ähnlichen verwandten Arten herangezogen. Zur Artbestimmung bzw. Artunterscheidung wird weiterhin auf Molekularuntersuchungen zurückgegriffen.

## Verbreitung
Trissolcus semistriatus ist in der Paläarktis und in der Nearktis verbreitet. In Europa kommt die Art vielerorts vor. In Kleinasien und im Iran, im Fernen Osten Asiens (Korea, Japan, China, Region Primorje) sowie im Westen Nordamerikas gibt es Fundmeldungen.

## Lebensweise
Trissolcus semistriatus ist ein polyphager Ei-Parasitoid von Baumwanzen (Pentatomidae) und Schildwanzen (Scutelleridae). Die Weibchen legen ihre Eier in die Wanzeneier. Die Weibchen bewachen offenbar anfangs die parasitierten Wirtseier, um diese vor anderen Eiparasiten zu schützen. Die geschlüpften Parasitenlarven ernähren sich vom Inneren der Wirtseier. Aus jedem befallenen Wirtsei schlüpft schließlich eine fertige Imago. Zu den Wirtsarten und -gattungen von Trissolcus semistriatus gehören u. a. die Getreidewanze (Aelia acuminata), Apodiphus amygdali, Brachynema germarii, Carpocoris, die Beerenwanze (Dolycoris baccarum), die Schmuckwanze (Eurydema ornata), Eurygaster, die Streifenwanze (Graphosoma italicum), Holcostethus sphacelatus und Rhaphigaster.
Trissolcus semistriatus steht wie verwandte Arten im Fokus für den Einsatz zur biologischen Schädlingsbekämpfung. Entsprechend wurden in der jüngeren Vergangenheit verschiedene Studien durchgeführt, beispielsweise wie eine Massenzüchtung der Hautflügler effizient gestaltet werden könnte, oder um das Parasitierungsverhalten besser zu verstehen, da die Art mit anderen Arten wie Telenomus gifuensis konkurriert.
In einem Freifeldversuch für den Einsatz zur biologischen Schädlingsbekämpfung gegen Eurygaster integriceps, ein Getreideschädling, wurden zuvor massengezüchtete Hautflügler von Trissolcus semistriatus in den Jahren 2004–2007 im Süden der Türkei auf Weizenfeldern ausgesetzt.

## Bilder von Weibchen

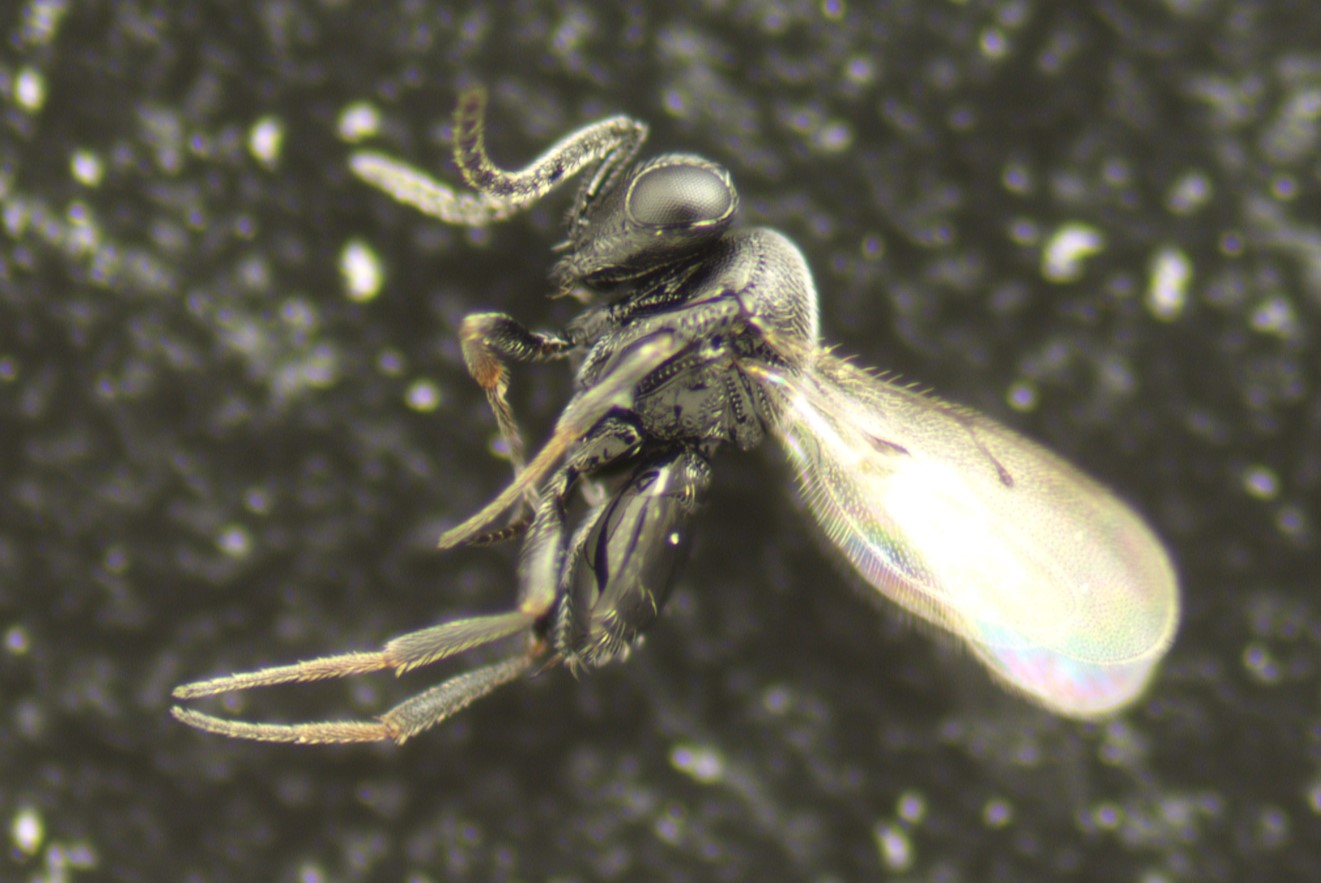
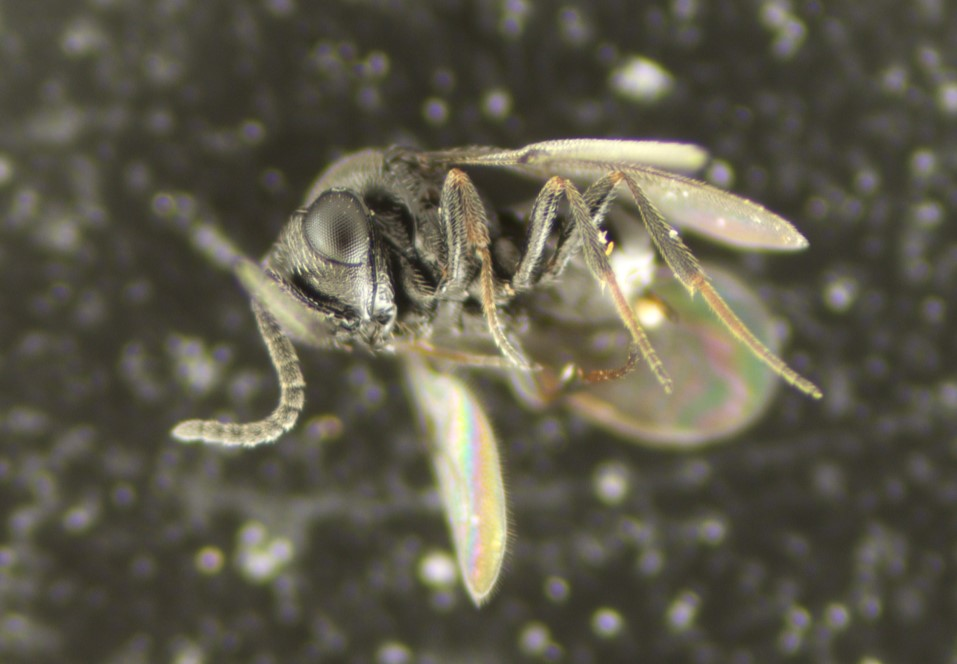
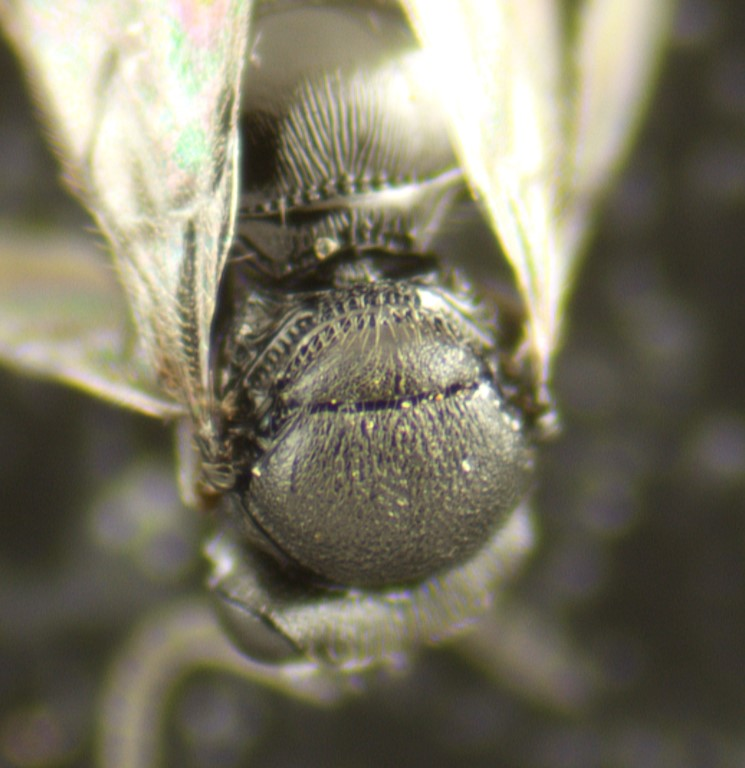
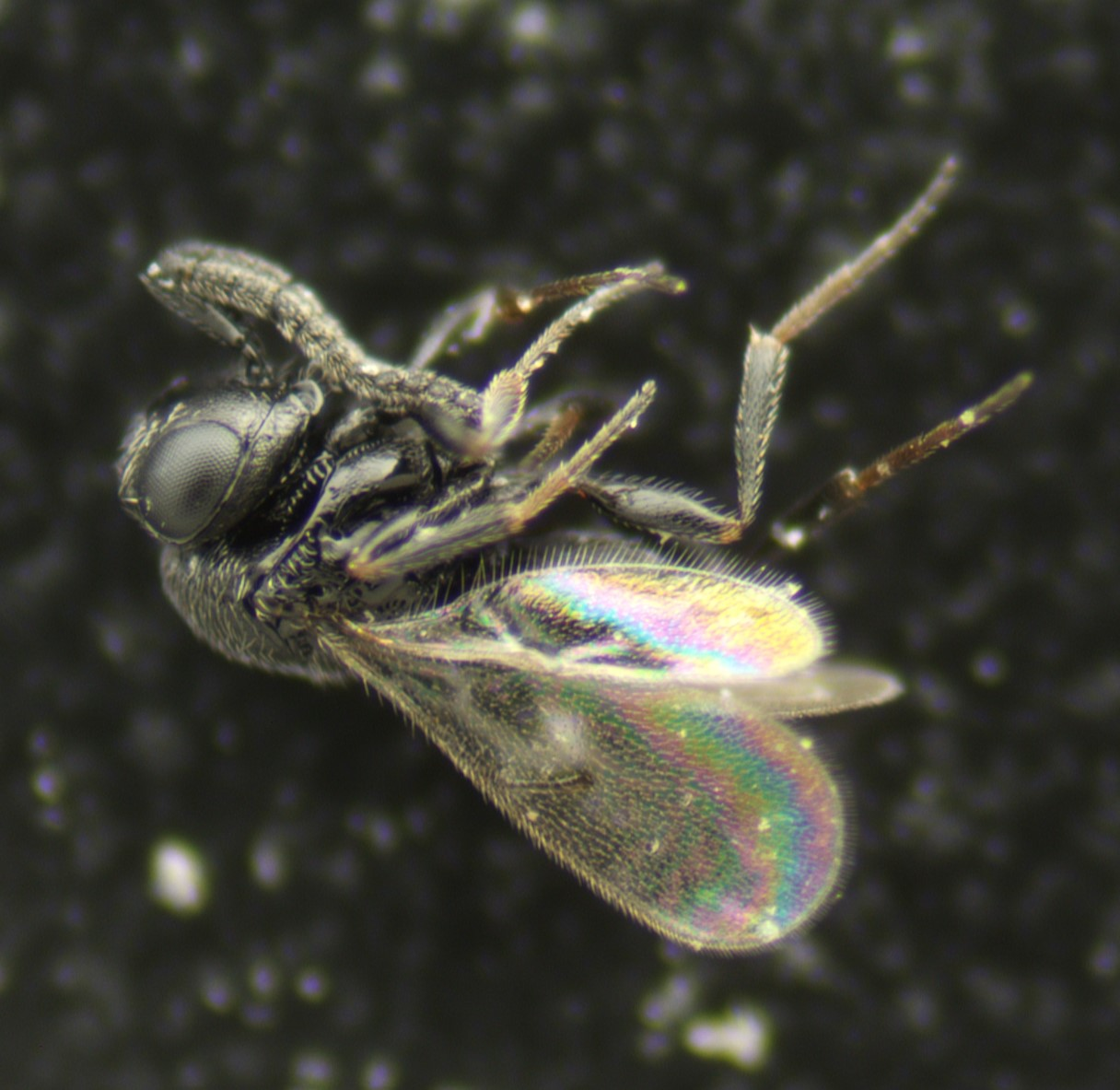
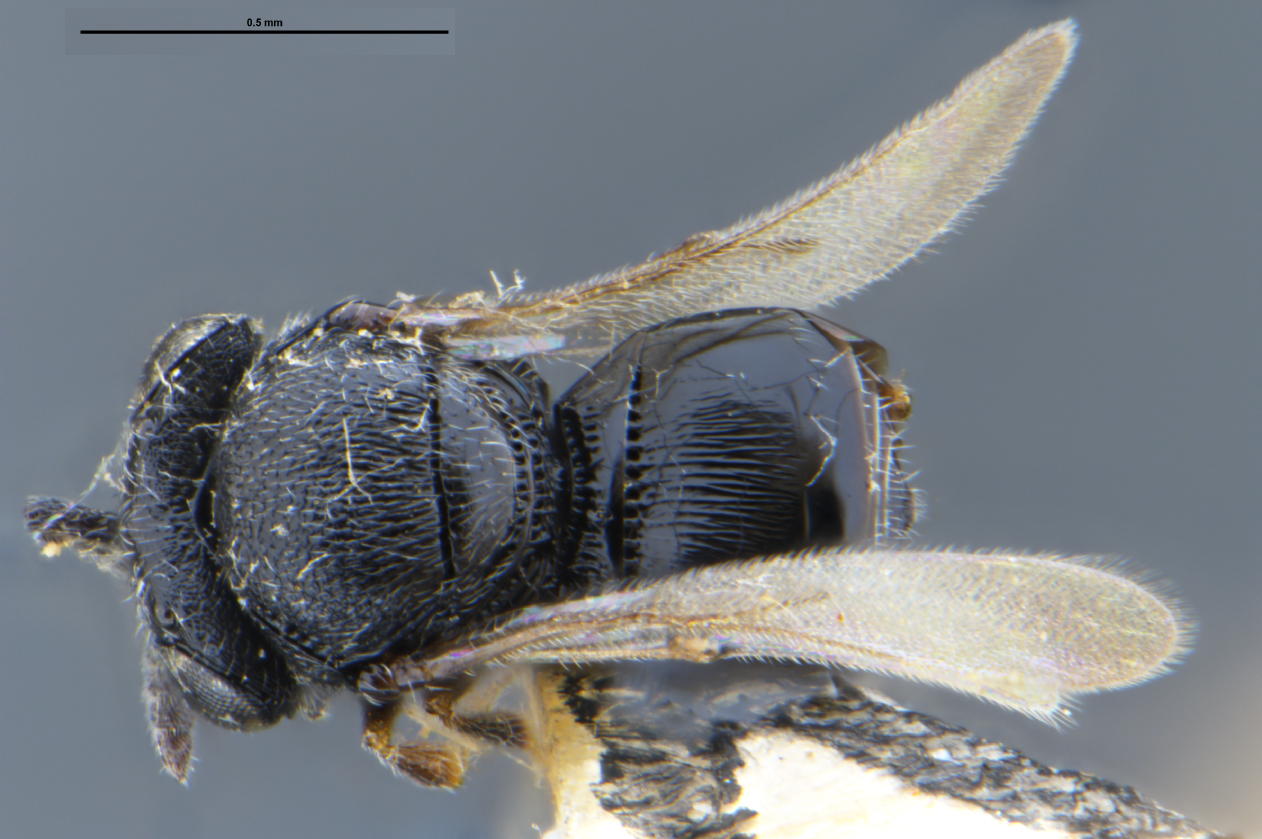
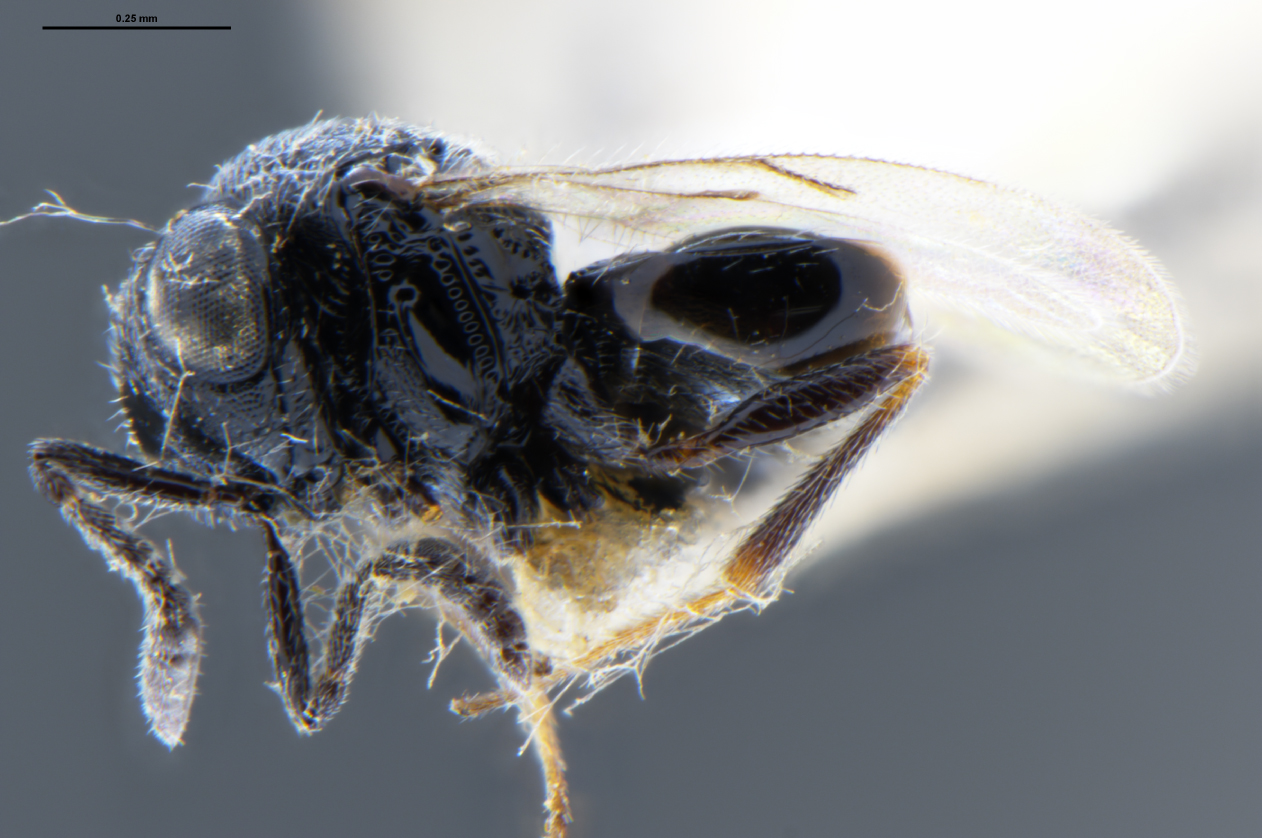
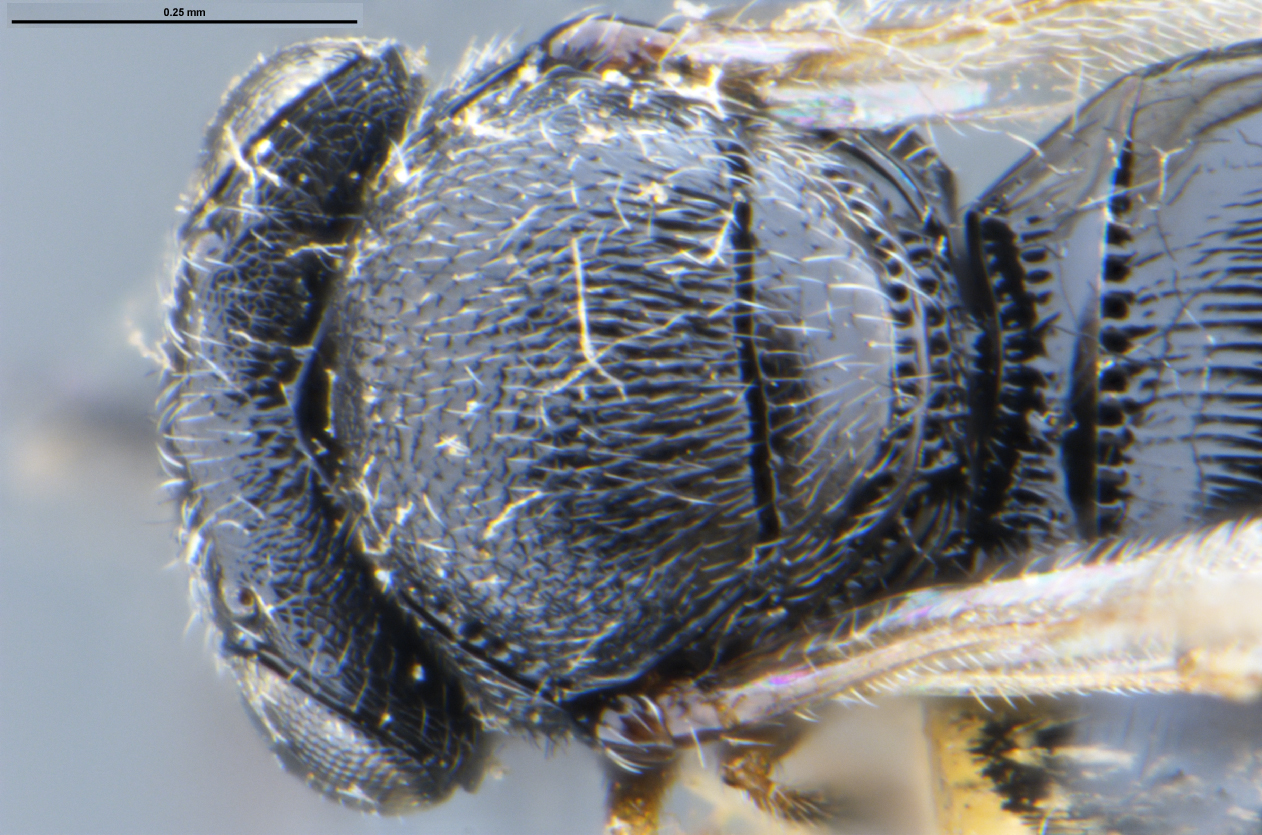
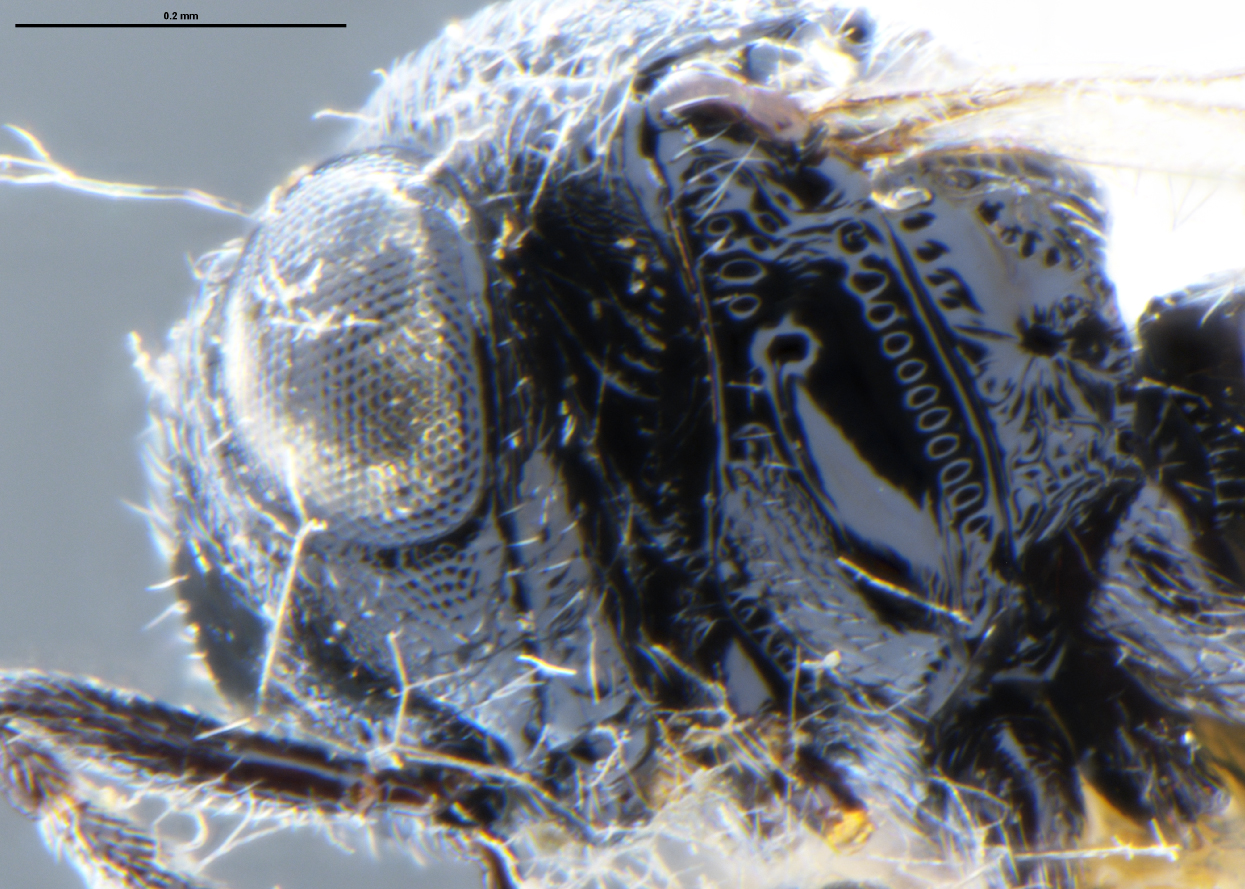
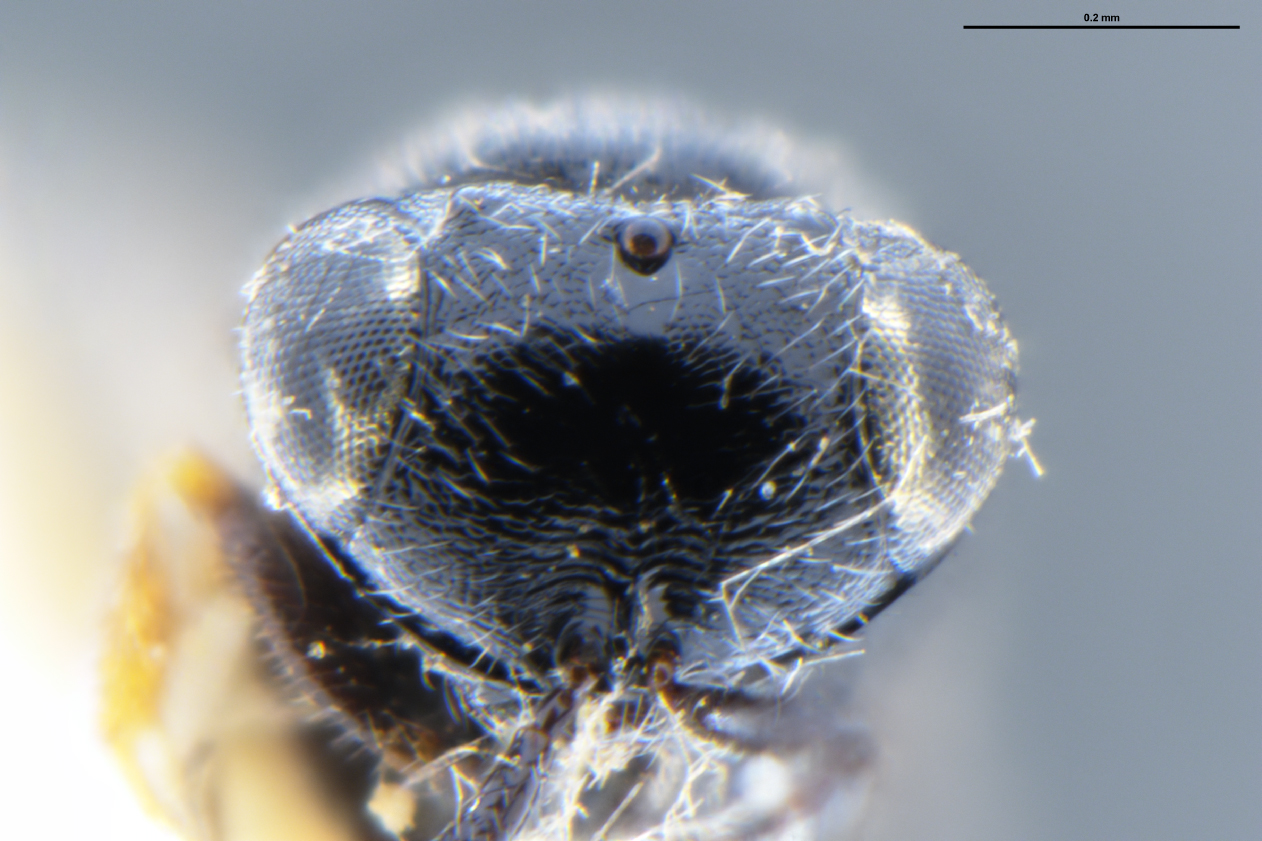
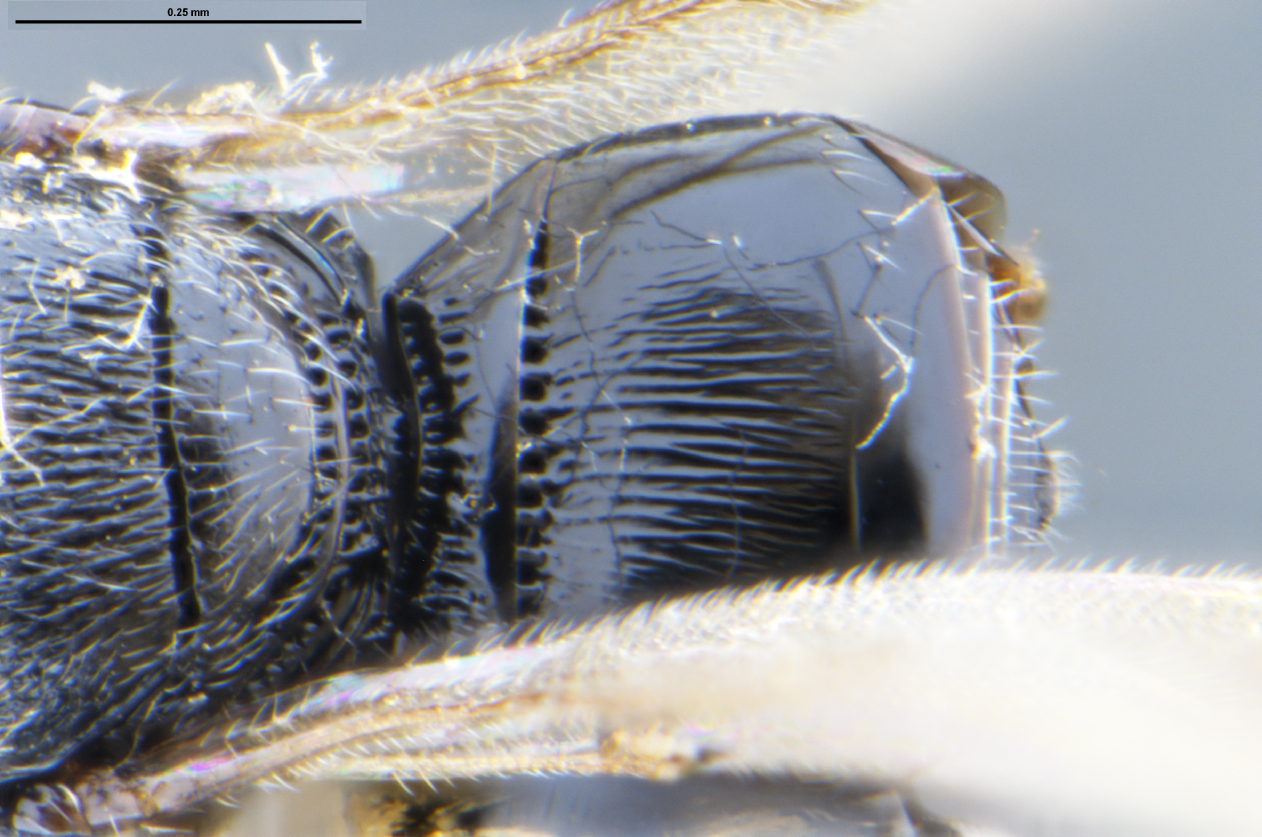